# Oligonyx dohrnianus
Oligonyx dohrnianus är en bönsyrseart som beskrevs av Henri Saussure och Leo Zehntner 1894. Oligonyx dohrnianus ingår i släktet Oligonyx och familjen Thespidae. Inga underarter finns listade i Catalogue of Life.